# Mușetești
Mușetești is een Roemeense gemeente in het district Gorj.
Mușetești telt 2205 inwoners.